# 名古屋ハイタク協同組合

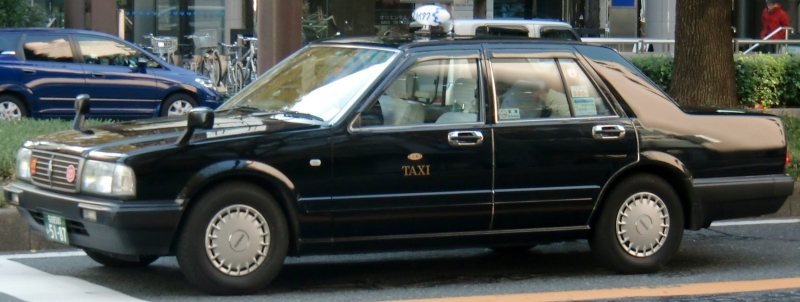
名古屋ハイタク協同組合のタクシー

名古屋ハイタク協同組合（なごやハイタクきょうどうくみあい）は、愛知県名古屋市とその周辺を営業区域とするタクシー協同組合。
通称「ハイタク」。設立は1972年（昭和47年8月9日）。
事務局は、愛知県名古屋市中区大須4丁目13番46号。
2023年（令和5年）5月31日をもって無線配車事業を廃止。これは、日本国内でもタクシーチケット発行事業者として無線配車事業を廃止した数少ない協同組合である。
またGO株式会社提供のタクシーGOアプリだけで月平均1万件以上の輸送を実現。（平均化に成功しつつある）
2024年（令和6年）2月1日より　GO株式会社提供のIVR（自動音声応答）自動配車システムが運用開始された。これは、GOアプリ経由のIVR配車において国内初の試みである。

## 加盟会社
| 事業所 | 社名                 | 所在地                 | 座標                                                                      |
| ------ | -------------------- | ---------------------- | ------------------------------------------------------------------------- |
|        | 若葉自動車（株）     | 名古屋市瑞穂区新開町   | 北緯35度7分24.8秒 東経136度55分8.8秒 / 北緯35.123556度 東経136.919111度   |
|        | 三幸タクシー（株）   | 名古屋市熱田区二番     | 北緯35度7分27.1秒 東経136度53分40.6秒 / 北緯35.124194度 東経136.894611度  |
|        | 大曽根タクシー（株） | 名古屋市東区東大曽根町 | 北緯35度11分33.3秒 東経136度56分17.9秒 / 北緯35.192583度 東経136.938306度 |
|        | 楠交通（株）         | 名古屋市北区如来町     | 北緯35度14分3.4秒 東経136度54分52.9秒 / 北緯35.234278度 東経136.914694度  |

## チケット業務提携先
- つばめ交通協同組合（愛知県名古屋市）[3]
- 春日井運輸（愛知県春日井市）[3]
- イーエム無線協同組合（東京都）[3]
- スカイタクシー事業共同組合（岐阜県東濃）[3]